# 儋州洋浦大桥
儋州洋浦大桥，是位于中国海南省的一座跨海公路斜拉桥，跨越洋浦湾，连接洋浦经济开发区和儋州市白马井镇。大桥为双塔双索面混合式结合梁斜拉桥，全线采用双向六车道城市快速路标准，线路总长3.3公里，其中主桥全长820米，通航净高34米，主跨460米，是海南省主跨最长的桥梁。大桥总投资9.15亿元，于2010年2月1日在儋州市白马井镇举行了开工典礼，2014年4月4日正式通车。

## 设计

### 主要技术指标
- 道路等级：城市快速路
- 计算行车速度：80公里/小时
- 桥梁设计安全等级：1级
- 桥梁设计基准期：100年
- 设计荷载：公路一级
- 行车道宽度：2×（2×3.75+3.5）=22米
- 路面类型：沥青混凝土
- 路面横向坡度：2%
- 最大纵向坡度：3.5% [1]

### 结构形式
- 主桥为双塔双索面混合式结合梁斜拉桥，全长820米，跨径布置为：58.5+63+58.5+460+58.5+63+58.5米，主跨中部的440米梁段为工字钢结合梁，两侧边跨各190米梁段为混凝土边主梁。主桥支撑体系为半漂浮体系，主塔采用两个双向活动支座，横向设置抗风支座，纵向设置阻尼装置。斜拉索设计采用平行钢丝拉索。
- 主塔为钢筋混凝土结构钻石型塔，塔高149.5米。主塔基础采用大型群桩基础，基础共布置37根直径2.2米的钻孔摩擦桩，呈梅花形布置。
- 主桥辅助墩基础均采用8根直径2米的钻孔摩擦桩，呈行列式布置。
- 引桥除跨越跨海光缆陆地段采用50米跨径外，其余区段均采用30米跨径。主梁采用整幅箱梁结构，截面设计为单箱三室。[1]

## 建设历程
- 1990年代，大桥前期规划工作启动，最初桥名为“白马井公路大桥”；后由于多种原因项目搁浅，直到2008年重新启动。
- 2010年2月1日，大桥开工典礼在儋州市白马井镇举行。
- 2010年4月12日，海南省交通运输厅专家审查并通过大桥施工图设计及预算。
- 2010年4月19日，大桥水上钢栈桥浮箱正式下海，标志着大桥正式进入施工阶段。
- 2010年11月14日，大桥风洞试验及钢混结合段试验通过专家评审。
- 2011年3月29日，南引桥及南引道基础处理工程海域使用论证、海洋环境评估通过专家评审。
- 2011年3月31日，大桥防撞及拦船设施设计通过专家评审。
- 2011年9月4日，大桥南引桥、引道基地处理工程开始施工。
- 2012年1月11日，大桥上部结构设计交底及大桥施工控制交底会议召开。
- 2012年2月27日，《主桥工程施工控制大纲》专家评审会召开。
- 2013年7月22日，大桥北岸Z1钢梁吊装成功。
- 2013年7月24日，大桥北主塔第一次挂索。
- 2013年8月2日，4号主塔成功封顶。
- 2014年1月9日，大桥主桥合龙。
- 2014年4月4日，大桥正式通车。[2]